# Marco Brucker
Marco Brucker (* 14. Mai 1991 in Linz) ist ein österreichischer Eishockeyspieler, der seit April 2018 beim EHC Linz in der Österreichischen Eishockey-Liga unter Vertrag steht.

## Karriere
Marco Brucker begann seine Karriere beim EC Red Bull Salzburg und durchlief dort diverse Jugendabteilungen. Zur Saison 2016/17 wechselte er zum EC KAC.
Im April 2018 wurde er vom EHC Linz verpflichtet.

### International
Brucker vertrat Österreich bei der U18-Weltmeisterschaft 2009 und als Kapitän bei der U20-Weltmeisterschaft 2011. Für die Herren-Auswahl kam er in den Jahren 2012, 2016 und 2017 zum Einsatz.

## Erfolge und Auszeichnungen
- 2010 Österreichischer Meister mit dem EC Red Bull Salzburg
- 2011 Österreichischer Meister mit dem EC Red Bull Salzburg
- 2015 Österreichischer Meister mit dem EC Red Bull Salzburg
- 2016 Österreichischer Meister mit dem EC Red Bull Salzburg

## Karrierestatistik
(Legende zur Spielerstatistik: Sp oder GP = absolvierte Spiele; T oder G = erzielte Tore; V oder A = erzielte Assists; Pkt oder Pts = erzielte Scorerpunkte; SM oder PIM = erhaltene Strafminuten; +/− = Plus/Minus-Bilanz; PP = erzielte Überzahltore; SH = erzielte Unterzahltore; GW = erzielte Siegtore; 1 Play-downs/Relegation; Kursiv: Statistik nicht vollständig)